# (28644) Michaelzhang
(28644) Michaelzhang es un asteroide perteneciente al cinturón de asteroides, descubierto el 29 de marzo de 2000 por el equipo del Lincoln Near-Earth Asteroid Research desde el Laboratorio Lincoln, Socorro, Nuevo México.

## Designación y nombre
Designado provisionalmente como 2000 FD56. Fue nombrado  por Michael Zhang (nacido en 1994) quien quedó finalista en la Búsqueda de talentos científicos de Intel 2013, un concurso de ciencias para estudiantes de último año de secundaria, por su proyecto de ciencias sociales y del comportamiento. Asiste a la Smithtown High School East, Saint James, Nueva York.

## Características orbitales
Michaelzhang está situado a una distancia media del Sol de 2,232 ua, pudiendo alejarse hasta 2,516 ua y acercarse hasta 1,947 ua. Su excentricidad es 0,128 y la inclinación orbital 5,385 grados. Emplea 1217,72 días en completar una órbita alrededor del Sol.

## Características físicas
La magnitud absoluta de Michaelzhang es 15,81. 